# Andreas Appelgren
Andreas Appelgren, född den 28 juli 1967 i Sverige, är en svensk ishockeytränare.

## Karriär
Appelgren började sin karriär som tränare säsongen 2001/2002 som assisterande tränare i Mariestad BoIS. Inför säsongen 2004/2005 tog han över rollen som huvudtränare i Mariestad BoIS J20, och till säsongen 2006/2007 blev han huvudtränare för klubbens a-lag. Säsongen 2010/2011 tog han över som huvudtränare i Skövde IK. Där han var i en säsong innan han tillträdde säsongen 2010/2011 rollen som assisterande tränare i Leksand. Hans roll som assiterande tränare blev kortvarig, då han mitt under säsongen tillträdde som huvudtränare. Detta efter att Leksand sparkade tränarparet Christer Olsson och Niklas Eriksson. Appelgren ledde sedan laget tre säsonger i Hockeyallsvenskan samt tog upp Leksand i SHL. Den 27 februari 2015 meddelade Appelgren att han med omedelbar verkan lämnar sitt uppdrag som huvudtränare för Leksands IF. Rollen som huvudtränare övertogs från omgång 52 av Sjur Robert Nilsen. Appelgren kommer under en tid istället vara verksam som scout åt Leksand. Senare samma säsong lämnar Leksands IF SHL. 
Den 12 januari 2016 blev det klart att Appelgren ersatte Martin Filander som huvudtränare i Västerås Hockey. Appelgrens assisterande tränare blev Johan Rosén och Thomas Mitell.

## Klubbar som tränare
- Mariestad BoIS (2001/2002–2003/2004) Asst. Coach
- Mariestad BoIS J20 (2004/2005–2005/2006) Head Coach
- Mariestad BoIS (2006/2007–2008/2009) Head Coach
- Skövde IK (2010/2011) Head Coach
- Leksands IF (2011/2012) Asst. Coach
- Leksands IF (2011/2012–2014/2015) Head Coach
- Västerås Hockey (2015/2016–) Head Coach (från 12 januari 2016).